# Bavšica
Bavšica (Duits: Bausitz) is een plaats in Slovenië en maakt deel uit van de gemeente Bovec in de NUTS-3-regio Goriška. De plaats telde 10 inwoners op 1 januari 2020.

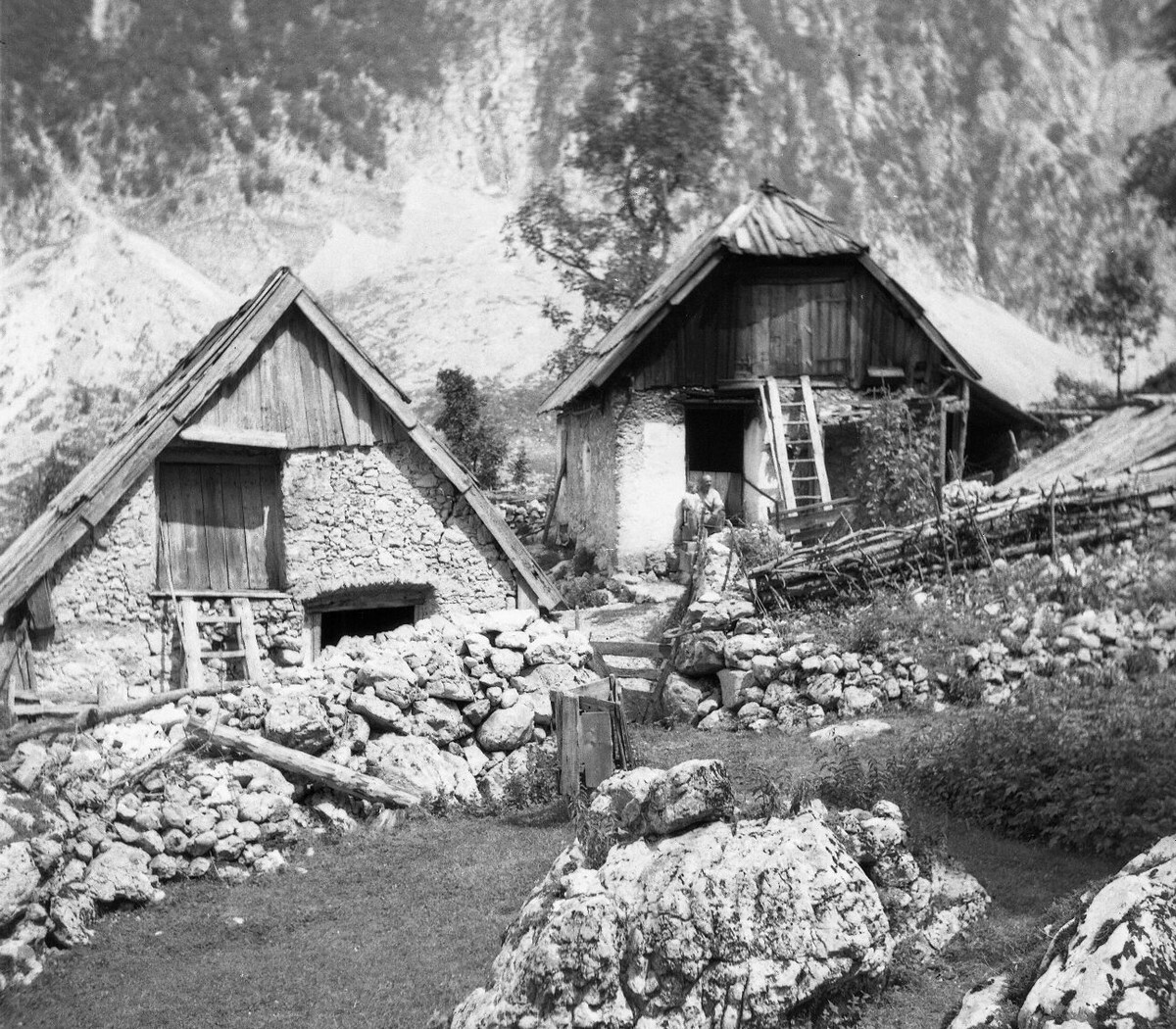
Oude woningen